# Emilia Irza
Emilia Irza a fost o revoluționară căzută după o mare manifestație comunistă, îngropată ca eroină a clasei muncitoare în 1945.

## Nume de locuri
Spitalul de copii „Emilia Irza”. Construit în 1950 în București, cartierul Lacul Tei, Bd. Lacul Tei Nr.120. În prezent numele spitalului a fost schimbat în Institutul pentru Ocrotirea Mamei și Copilului „Alessandrescu-Rusescu”.
În fața spitalului se află Bustul Emiliei Irza, cod LMI B-III-m-B-19999
Școala de 7 ani „Emilia Irza”. Dată în folosință în toamna anului 1959 în București, cartierul Floreasca, Str. Garibaldi Nr.3. Astăzi fiind numită Școala Generală Nr.10 „Maria Rosetti”.